# Бербулешть
Бербулешть, Бербулешті (рум. Bărbulești) — комуна у повіті Яломіца в Румунії. До складу комуни входить єдине село Бербулешть.
Комуна розташована на відстані 51 км на північний схід від Бухареста, 63 км на захід від Слобозії, 136 км на південний захід від Галаца, 129 км на південний схід від Брашова.

## Населення
У 2009 року у комуні проживали 5553 особи.